# Chémery
Pour les articles homonymes, voir Chémery (homonymie).
Chémery est une commune française située dans le département de Loir-et-Cher en région Centre-Val de Loire.
Localisée au sud du département, la commune fait partie de la petite région agricole « la Sologne viticole », vaste étendue de bois et de prés.
L'occupation des sols est marquée par l'importance des espaces agricoles et naturels qui occupent la quasi-totalité du territoire communal. Plusieurs espaces naturels d'intérêt sont présents dans la commune : un site natura 2000 et une zone naturelle d'intérêt écologique, faunistique et floristique (ZNIEFF).  En 2010, l'orientation technico-économique de l'agriculture dans la commune est la culture des céréales et des oléoprotéagineux. À l'instar du département qui a vu disparaître le quart de ses exploitations en dix ans, le nombre d'exploitations agricoles a fortement diminué, passant de 35 en 1988, à 58 en 2000, puis à 45 en 2010.
Le patrimoine architectural de la commune comprend un bâtiment porté à l'inventaire des monuments historiques : le château de Chémery.

## Géographie

### Localisation et communes limitrophes
La commune de Chémery se trouve au sud du département de Loir-et-Cher, dans la petite région agricole de la Sologne viticole,. À vol d'oiseau, elle se situe à 29,4 km  de Blois, préfecture du département, à 20,1 km de Romorantin-Lanthenay, sous-préfecture, et à 11,9 km de Saint-Aignan, chef-lieu du canton de Saint-Aignan dont dépend la commune depuis 2015. La commune fait en outre partie du bassin de vie de Le Controis-en-Sologne.
Les communes les plus proches sont : 
Méhers (2,6 km), Rougeou (4,7 km), Billy (5,9 km), Sassay (6,1 km), Couddes (6,2 km), Saint-Romain-sur-Cher (6,6 km), Gy-en-Sologne (7,8 km), Châtillon-sur-Cher (7,9 km) et Soings-en-Sologne (8,1 km).
Chémery est située à trente kilomètres au sud de Blois sur la RD 956. On peut aussi y accéder par la sortie no 13 de l'autoroute A85. La commune est située au carrefour de la Sologne, de la Touraine et du Berry.

### Hydrographie
La commune est drainée par la Rennes (5,967 km) et par divers petits cours d'eau, constituant un réseau hydrographique de 28,69 km de longueur totale.
La Rennes traverse la commune d'est en ouest. D'une longueur totale de 21,5 km, elle prend sa source dans la commune de Sassay (Loir-et-Cher) et se jette  dans le Cher à Thésée (Loir-et-Cher), après avoir traversé 5 communes. 
Sur le plan piscicole, ce cours d'eau est classé en deuxième catégorie, où le peuplement piscicole dominant est constitué de poissons blancs (cyprinidés) et de carnassiers (brochet, sandre et perche).

### Climat
Pour des articles plus généraux, voir Climat du Centre-Val de Loire et Climat de Loir-et-Cher.
En 2010, le climat de la commune est de type climat océanique dégradé des plaines du Centre et du Nord, selon une étude du CNRS s'appuyant sur une série de données couvrant la période 1971-2000. En 2020, Météo-France publie une typologie des climats de la France métropolitaine dans laquelle la commune est exposée à un climat océanique altéré et est dans la région climatique Moyenne vallée de la Loire, caractérisée par une bonne insolation (1 850 h/an) et un été peu pluvieux.
Pour la période 1971-2000, la température annuelle moyenne est de 11,2 °C, avec une amplitude thermique annuelle de 15,3 °C. Le cumul annuel moyen de précipitations est de 658 mm, avec 10,7 jours de précipitations en janvier et 6,9 jours en juillet. Pour la période 1991-2020, la température moyenne annuelle observée sur la station météorologique de Météo-France la plus proche, dans la commune de Lye à 13 km à vol d'oiseau, est de 12,1 °C et le cumul annuel moyen de précipitations est de 673,1 mm,. Pour l'avenir, les paramètres climatiques de la commune estimés pour 2050 selon différents scénarios d'émission de gaz à effet de serre sont consultables sur un site dédié publié par Météo-France en novembre 2022.

## Urbanisme

### Typologie
Au 1er janvier 2024, Chémery est catégorisée commune rurale à habitat dispersé, selon la nouvelle grille communale de densité à sept niveaux définie par l'Insee en 2022.
Elle est située hors unité urbaine et hors attraction des villes,.

### Occupation des sols
L'occupation des sols est marquée par l'importance des espaces agricoles et naturels (96,8 %). La répartition détaillée ressortant de la base de données européenne d'occupation biophysique des sols Corine Land Cover millésimée 2012 est la suivante : 
terres arables (11,6 %), 
cultures permanentes (0,6 %), 
zones agricoles hétérogènes (15,4 %), 
prairies (3,5 %), 
forêts (65,2 %), 
milieux à végétation arbustive ou herbacée (0,7 %), 
zones urbanisées (1 %), 
espaces verts artificialisés non agricoles (0,5 %), 
zones industrielles et commerciales et réseaux de communication (1,7 %), 
eaux continentales (0,5 %).
Le territoire est caractérisé par un paysage de Sologne alternant milieux ouverts (agricoles) et milieux fermés (forêts). À l'échelle de l'unité géographique « Chailles / Les Montils Cheverny / Cour-Cheverny », qui regroupe douze communes, dont Cellettes, la consommation d'espaces agricoles et naturels pour répondre aux besoins de développement a été soutenue : 78 % des aménagements (logements, équipements, entreprises) ont été réalisés sur de nouveaux terrains, soit 205 hectares entre 2002 et 2015.

### Planification
En matière de planification, la commune disposait en 2017 d'un plan local d'urbanisme en révision. Par ailleurs, à la suite de la loi ALUR (loi pour l'accès au logement et un urbanisme rénové) de mars 2014, un plan local d'urbanisme intercommunal couvrant le territoire de la Communauté de communes Val-de-Cher-Controis a été prescrit le 3 décembre 2015.

### Habitat et logement
Le tableau ci-dessous présente la typologie des logements à Chémery en 2016 en comparaison avec celle du Loir-et-Cher et de la France entière. Une caractéristique marquante du parc de logements est ainsi la faible proportion des résidences secondaires et logements occasionnels (8,6 %) par rapport au département (18 %) et à la France entière (9,6 %). Concernant le statut d'occupation de ces logements, 73,9 % des habitants de la commune sont propriétaires de leur logement (69,3 % en 2011), contre 68,1 % pour le Loir-et-Cher et 57,6 pour la France entière.
|                                                         | Chémery | Loir-et-Cher | France entière |
| ------------------------------------------------------- | ------- | ------------ | -------------- |
| Résidences principales (en %)                           | 82,1    | 74,5         | 82,3           |
| Résidences secondaires et logements occasionnels (en %) | 8,6     | 18           | 9,6            |
| Logements vacants (en %)                                | 9,2     | 7,5          | 8,1            |

### Risques majeurs
Le territoire communal de Chémery est vulnérable à différents aléas naturels : climatiques (hiver exceptionnel ou canicule), feux de forêts, mouvements de terrains ou sismique (sismicité très faible).
Il est également exposé à deux risques technologiques : le risque industriel et  le transport de matières dangereuses,.

#### Risques naturels
Les mouvements de terrains susceptibles de se produire dans la commune sont liés au retrait-gonflement des argiles. Le phénomène de retrait-gonflement des argiles est la conséquence d'un changement d'humidité des sols argileux. Les argiles sont capables de fixer l'eau disponible mais aussi de la perdre en se rétractant en cas de sécheresse. Ce phénomène peut provoquer des dégâts très importants sur les constructions (fissures, déformations des ouvertures) pouvant rendre inhabitables certains locaux. La carte de zonage de cet aléa peut être consultée sur le site de l'observatoire national des risques naturels Georisques.

#### Risques technologiques
Storengy, société spécialisée dans le stockage de gaz souterrain à Chémery et Soings-en-Sologne, est une entreprise de statut Seveso seuil haut. À ce titre, en cas d'accident, elle représente un risque majeur pour l'environnement qui doit être pris en compte dans les documents d'urbanisme. Un Plan de prévention des risques technologiques a été élaboré et approuvé à cet effet.
Le risque de transport de marchandises dangereuses dans la commune est lié à sa traversée par une route à fort trafic et une canalisation de transport de gaz. Un accident se produisant sur de telles infrastructures est en effet susceptible d'avoir des effets graves au bâti ou aux personnes jusqu'à 350 m, selon la nature du matériau transporté. Des dispositions d'urbanisme peuvent être préconisées en conséquence.

## Politique et administration

### Découpage territorial
La commune de Chémery est membre de la Communauté de communes Val-de-Cher-Controis, un établissement public de coopération intercommunale (EPCI) à fiscalité propre créé le 1er janvier 2017.
Elle est rattachée sur le plan administratif à l'arrondissement de Romorantin-Lanthenay, au département de Loir-et-Cher et à la région Centre-Val de Loire, en tant que circonscriptions administratives. Sur le plan électoral, elle est rattachée au canton de Saint-Aignan depuis 2015 pour l'élection des conseillers départementaux et à la deuxième circonscription de Loir-et-Cher pour les élections législatives.

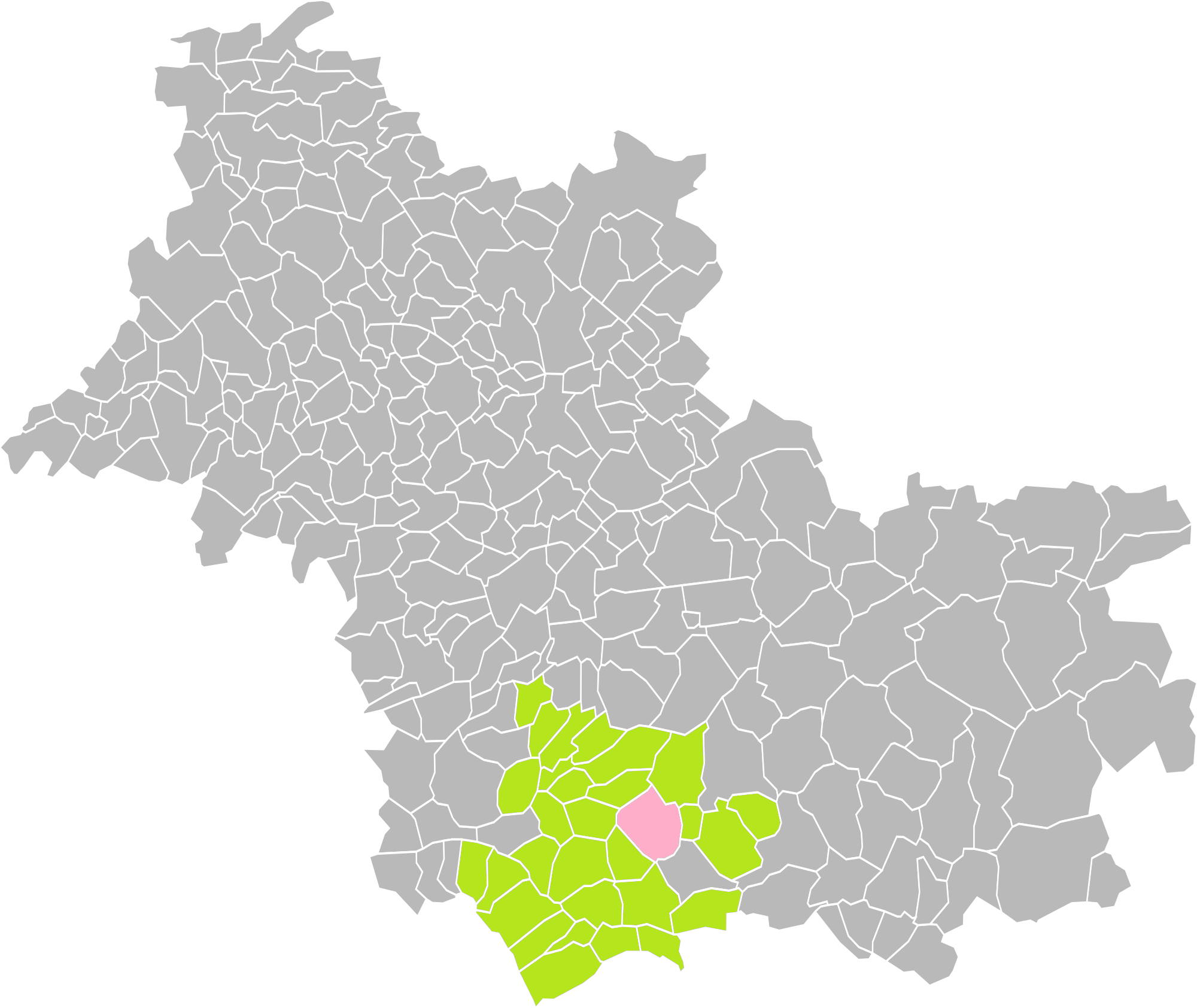
Chémery dans l'intercommunalité en 2016.
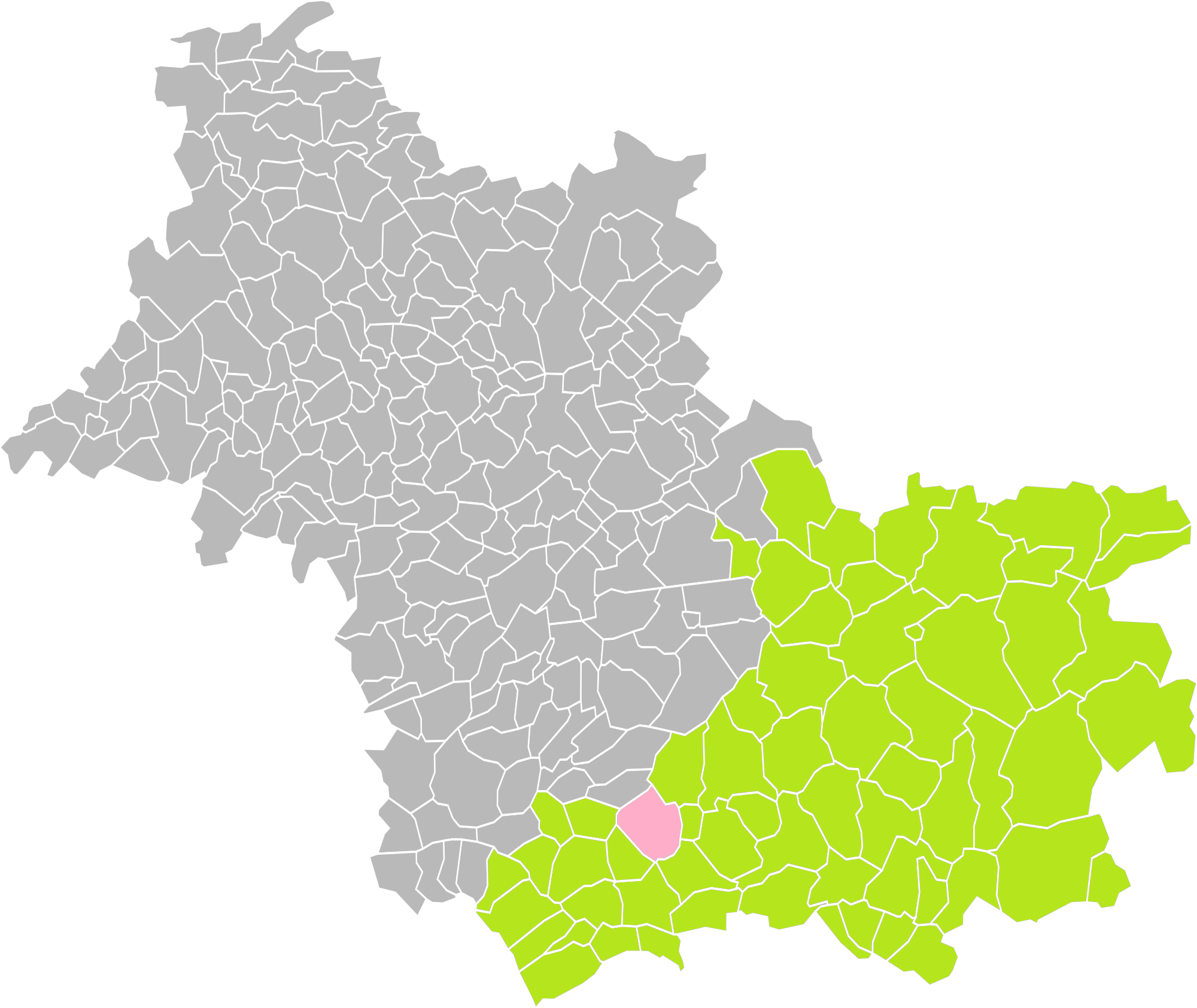
Chémery dans l'arrondissement de Romorantin-Lanthenay en 2016.
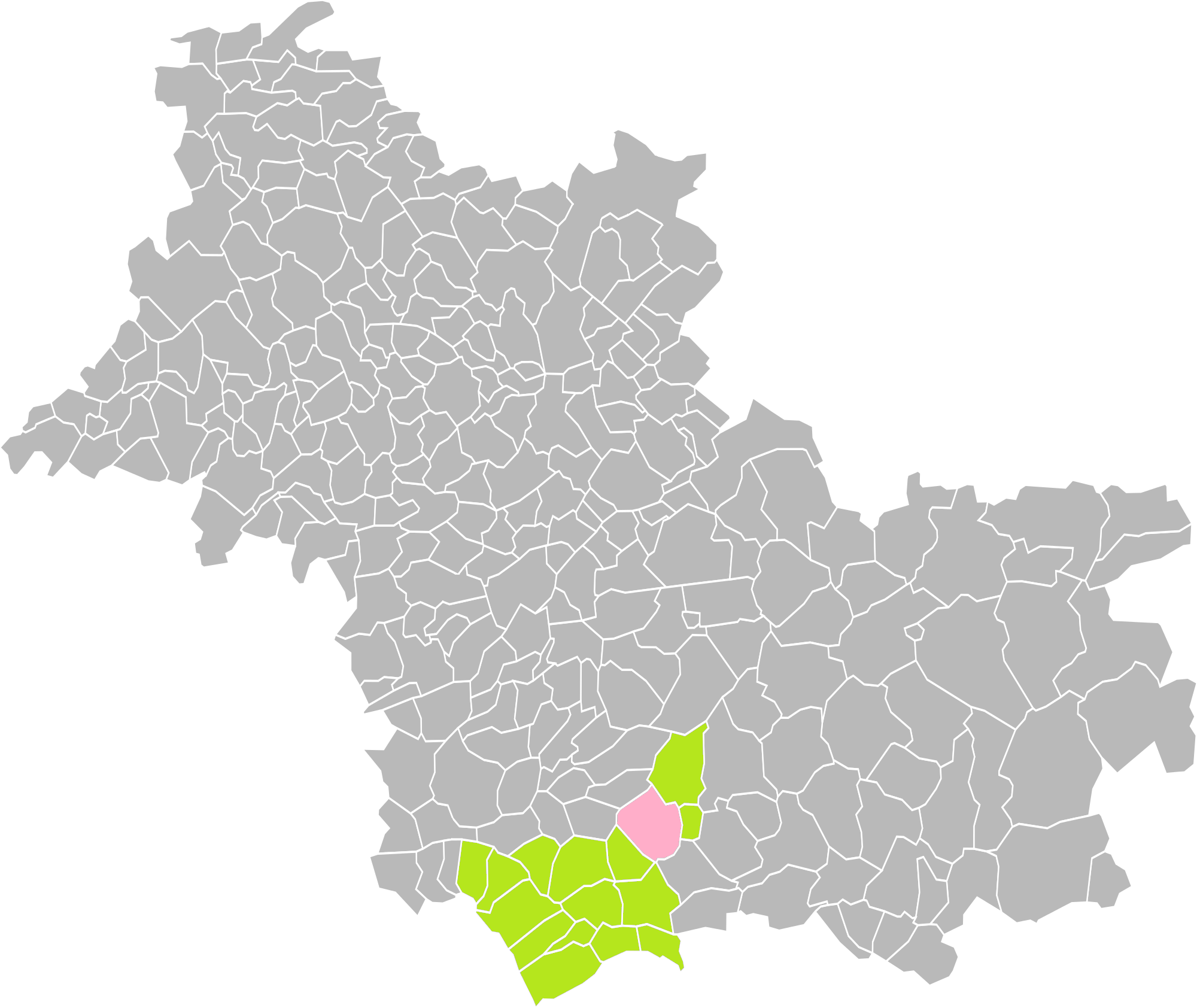
Chémery dans le canton de Saint-Aignan en 2016.

### Politique et administration municipale

#### Conseil municipal et maire
Le conseil municipal de Chémery, commune de moins de 1 000 habitants, est élu au scrutin majoritaire plurinominal avec listes ouvertes et panachage. Compte tenu de la population communale, le nombre de sièges au conseil municipal est de 15. Le maire, à la fois agent de l'État et exécutif de la commune en tant que collectivité territoriale, est élu par le conseil municipal au scrutin secret lors de la première réunion du conseil suivant les élections municipales, pour un mandat de six ans, c'est-à-dire pour la durée du mandat du conseil.

#### Liste des maires
| Période                                  | Période    | Identité             | Étiquette | Qualité                                                          |
| ---------------------------------------- | ---------- | -------------------- | --------- | ---------------------------------------------------------------- |
| mars 1965                                | mars 1983  | Bernard Paumier      | PCF       | Ouvrier agricole, ancien résistant Député (1946-1951, 1956-1958) |
| mars 1983                                |            | ?                    |           |                                                                  |
| avril 1994                               | avril 2008 | Maurice Malard       |           |                                                                  |
| avril 2008                               | mars 2014  | Roger Maubert        |           |                                                                  |
| avril 2014                               | mai 2020   | Françoise Charles    |           | Retraitée salariée du secteur privé                              |
| mai 2020                                 | En cours   | Anne-Marie Thevenet, |           | Ancienne profession intermédiaire                                |
| Les données manquantes sont à compléter. |            |                      |           |                                                                  |

### Politique environnementale
Dans son palmarès 2016, le Conseil National des Villes et Villages Fleuris de France a attribué trois fleurs à la commune au Concours des villes et villages fleuris.

### Jumelages
Erden (Allemagne).

## Population et société

### Démographie

#### Évolution démographique
L'évolution du nombre d'habitants est connue à travers les recensements de la population effectués dans la commune depuis 1793. Pour les communes de moins de 10 000 habitants, une enquête de recensement portant sur toute la population est réalisée tous les cinq ans, les populations de référence des années intermédiaires étant quant à elles estimées par interpolation ou extrapolation. Pour la commune, le premier recensement exhaustif entrant dans le cadre du nouveau dispositif a été réalisé en 2004.

En 2022, la commune comptait 944 habitants, en évolution de −4,07 % par rapport à 2016 (Loir-et-Cher : −1,15 %, France hors Mayotte : +2,11 %).
| 1793 | 1800 | 1806 | 1821 | 1831 | 1836 | 1841 | 1846 | 1851 |
| ---- | ---- | ---- | ---- | ---- | ---- | ---- | ---- | ---- |
| 603  | 579  | 619  | 774  | 742  | 756  | 789  | 852  | 933  |

| 1856 | 1861  | 1866  | 1872  | 1876  | 1881  | 1886  | 1891  | 1896  |
| ---- | ----- | ----- | ----- | ----- | ----- | ----- | ----- | ----- |
| 987  | 1 057 | 1 175 | 1 037 | 1 112 | 1 134 | 1 259 | 1 331 | 1 378 |

| 1901  | 1906  | 1911  | 1921  | 1926  | 1931  | 1936  | 1946  | 1954  |
| ----- | ----- | ----- | ----- | ----- | ----- | ----- | ----- | ----- |
| 1 338 | 1 315 | 1 279 | 1 238 | 1 182 | 1 161 | 1 123 | 1 063 | 1 031 |

| 1962  | 1968  | 1975  | 1982 | 1990 | 1999 | 2004 | 2006 | 2009 |
| ----- | ----- | ----- | ---- | ---- | ---- | ---- | ---- | ---- |
| 1 073 | 1 047 | 1 011 | 921  | 875  | 849  | 877  | 891  | 940  |

| 2014 | 2019 | 2022 | - | - | - | - | - | - |
| ---- | ---- | ---- | - | - | - | - | - | - |
| 983  | 942  | 944  | - | - | - | - | - | - |

#### Pyramide des âges
La population de la commune est relativement âgée.
En 2018, le taux de personnes d'un âge inférieur à 30 ans s'élève à 26,3 %, soit en dessous de la moyenne départementale (31,3 %). À l'inverse, le taux de personnes d'âge supérieur à 60 ans est de 34,8 % la même année, alors qu'il est de 31,6 % au niveau départemental.
En 2018, la commune comptait 459 hommes pour 497 femmes, soit un taux de 51,99 % de femmes, légèrement supérieur au taux départemental (51,45 %).
Les pyramides des âges de la commune et du département s'établissent comme suit.
| Hommes | Classe d’âge | Femmes |
| ------ | ------------ | ------ |
| 1,5    | 90 ou +      | 3,1    |
| 9,5    | 75-89 ans    | 12,8   |
| 22,8   | 60-74 ans    | 19,7   |
| 21,3   | 45-59 ans    | 20,3   |
| 19,1   | 30-44 ans    | 17,3   |
| 10,8   | 15-29 ans    | 8,9    |
| 14,9   | 0-14 ans     | 17,9   |

| Hommes | Classe d’âge | Femmes |
| ------ | ------------ | ------ |
| 1,1    | 90 ou +      | 2,6    |
| 9,2    | 75-89 ans    | 11,9   |
| 19,7   | 60-74 ans    | 20,4   |
| 20,7   | 45-59 ans    | 20     |
| 16,5   | 30-44 ans    | 16,2   |
| 15,2   | 15-29 ans    | 13,2   |
| 17,6   | 0-14 ans     | 15,7   |

## Économie

### Secteurs d'activité

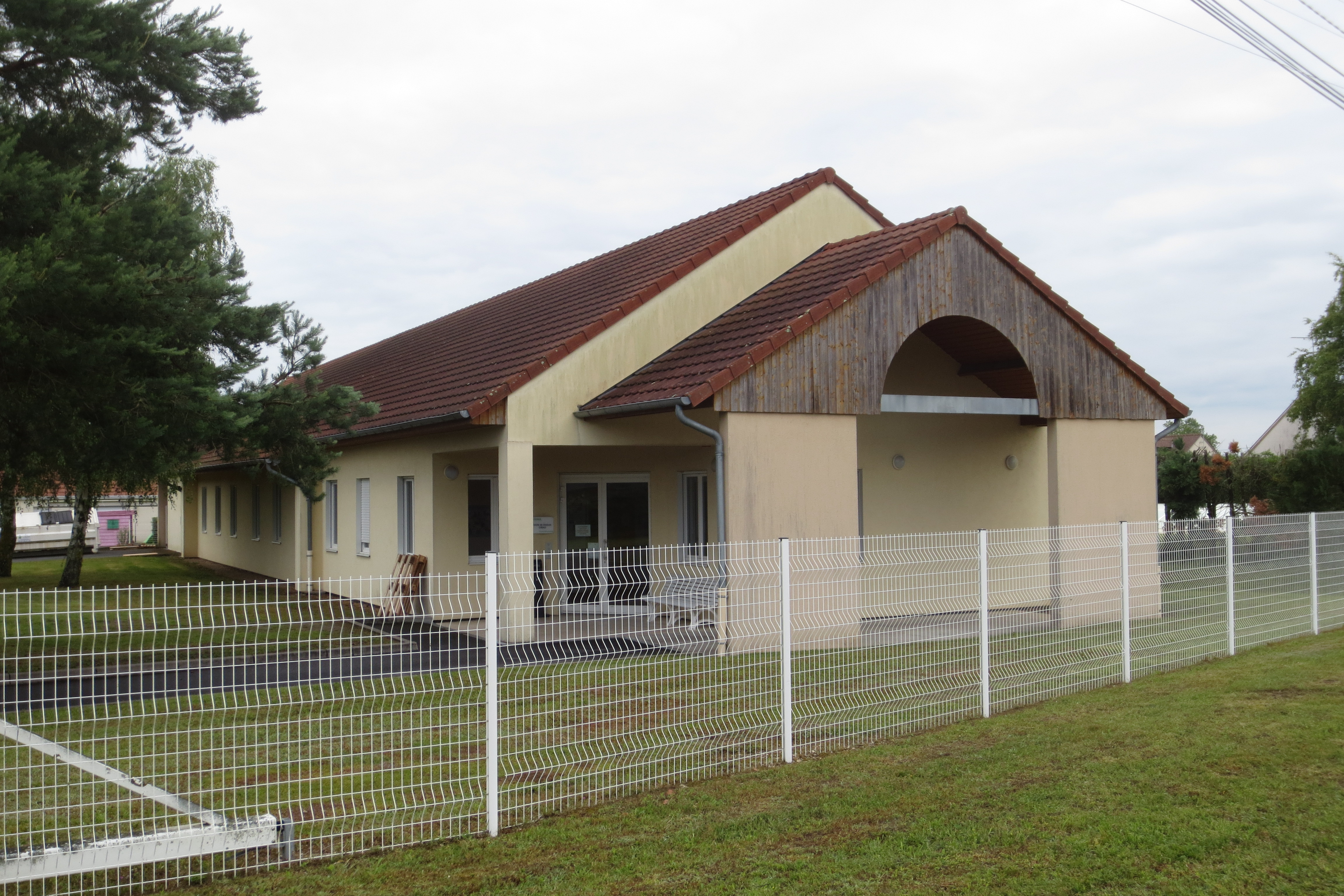
Centre de Dialyse de Chémery.

Le tableau ci-dessous détaille le nombre d'entreprises implantées à Chémery selon leur secteur d'activité et le nombre de leurs salariés :
|                                                              | total | % com (% dep) | 0 salarié | 1 à 9 salarié(s) | 10 à 19 salariés | 20 à 49 salariés | 50 salariés ou plus |
| ------------------------------------------------------------ | ----- | ------------- | --------- | ---------------- | ---------------- | ---------------- | ------------------- |
| Ensemble                                                     | 124   | 100,0 (100)   | 86        | 34               | 1                | 2                | 1                   |
| Agriculture, sylviculture et pêche                           | 31    | 25,0 (11,8)   | 19        | 11               | 0                | 1                | 0                   |
| Industrie                                                    | 9     | 7,3 (6,5)     | 7         | 2                | 0                | 0                | 0                   |
| Construction                                                 | 11    | 8,9 (10,3)    | 8         | 2                | 0                | 1                | 0                   |
| Commerce, transports, services divers                        | 66    | 53,2 (57,9)   | 50        | 15               | 0                | 0                | 1                   |
| dont commerce et réparation automobile                       | 17    | 13,7 (17,5)   | 14        | 3                | 0                | 0                | 0                   |
| Administration publique, enseignement, santé, action sociale | 7     | 5,6 (13,5)    | 2         | 4                | 1                | 0                | 0                   |
| Champ : ensemble des activités.                              |       |               |           |                  |                  |                  |                     |

Le secteur du commerce, transports et services divers est prépondérant dans la commune (66 entreprises sur 124) néanmoins le secteur agricole reste important puisqu'en proportions (25 %), il est plus important qu'au niveau départemental (11,8 %). 
Sur les 124 entreprises implantées à Chémery en 2016, 86 ne font appel à aucun salarié, 34 comptent 1 à 9 salariés, 1 emploie entre 10 et 19 personnes.2 emploient entre 20 et 49 personnes.
Au 1er juillet 2017, la commune est classée en zone de revitalisation rurale (ZRR), un dispositif visant à aider le développement des territoires ruraux principalement à travers des mesures fiscales et sociales. Des mesures spécifiques en faveur du développement économique s'y appliquent également.
Le territoire de la commune héberge un site de stockage de gaz naturel en nappe aquifère depuis 1968. Il s'agit de la première en France en termes de contenance, avec un forage dépassant les 1 000 mètres de profondeur. C'est aussi une commune viticole avec ses 263 hectares de vignes. Dix-huit viticulteurs produisent de l'AOC Touraine, utilisant différents cépages : gamay, cabernet, sauvignon, chardonnay et côt.

### Agriculture
En 2010, l'orientation technico-économique de l'agriculture dans la commune est la polyculture et le polyélevage. Le département a perdu près d'un quart de ses exploitations en 10 ans, entre 2000 et 2010 (c'est le département de la région Centre-Val de Loire qui en compte le moins). Cette tendance se retrouve également au niveau de la commune où le nombre d'exploitations est passé de 80 en 1988 à 58 en 2000 puis à 45 en 2010. Parallèlement, la taille de ces exploitations augmente, passant de 26 ha en 1988 à 45 ha en 2010. 
Le tableau ci-dessous présente les principales caractéristiques des exploitations agricoles de Chémery, observées sur une période de 22 ans : 
|                                      | 1988                 | 2000                 | 2010                 |
| Dimension économique                 | Dimension économique | Dimension économique | Dimension économique |
| ------------------------------------ | -------------------- | -------------------- | -------------------- |
| Nombre d'exploitations (u)           | 80                   | 58                   | 45                   |
| Travail (UTA)                        | 147                  | 103                  | 81                   |
| Surface agricole utilisée (ha)       | 2 050                | 2 064                | 2 015                |
| Cultures                             |                      |                      |                      |
| Terres labourables (ha)              | 1 550                | 1 718                | 1 624                |
| Céréales (ha)                        | 768                  | 808                  | 961                  |
| dont blé tendre (ha)                 | 92                   | 378                  | 363                  |
| dont maïs-grain et maïs-semence (ha) | 384                  | 215                  | 260                  |
| Tournesol (ha)                       | 272                  | 150                  | 163                  |
| Colza et navette (ha)                | s                    | s                    | s                    |
| Élevage                              |                      |                      |                      |
| Cheptel (UGBTA)                      | 1979                 | 1515                 | 759                  |

#### Produits labellisés
La commune de Chémery est située dans l'aire de l'appellation d'origine protégée (AOP)  de cinq produits : deux fromages (le Sainte-maure-de-touraine et le Selles-sur-cher) et trois vins (le crémant-de-loire, le rosé-de-loire et le Touraine).
Le territoire de la commune est également intégré aux aires de productions de divers produits bénéficiant d'une indication géographique protégée (IGP) : les rillettes de Tours, le vin Val-de-loire, les volailles de l’Orléanais et les volailles du Berry,.

Quelques produits labellisés de Chémery.
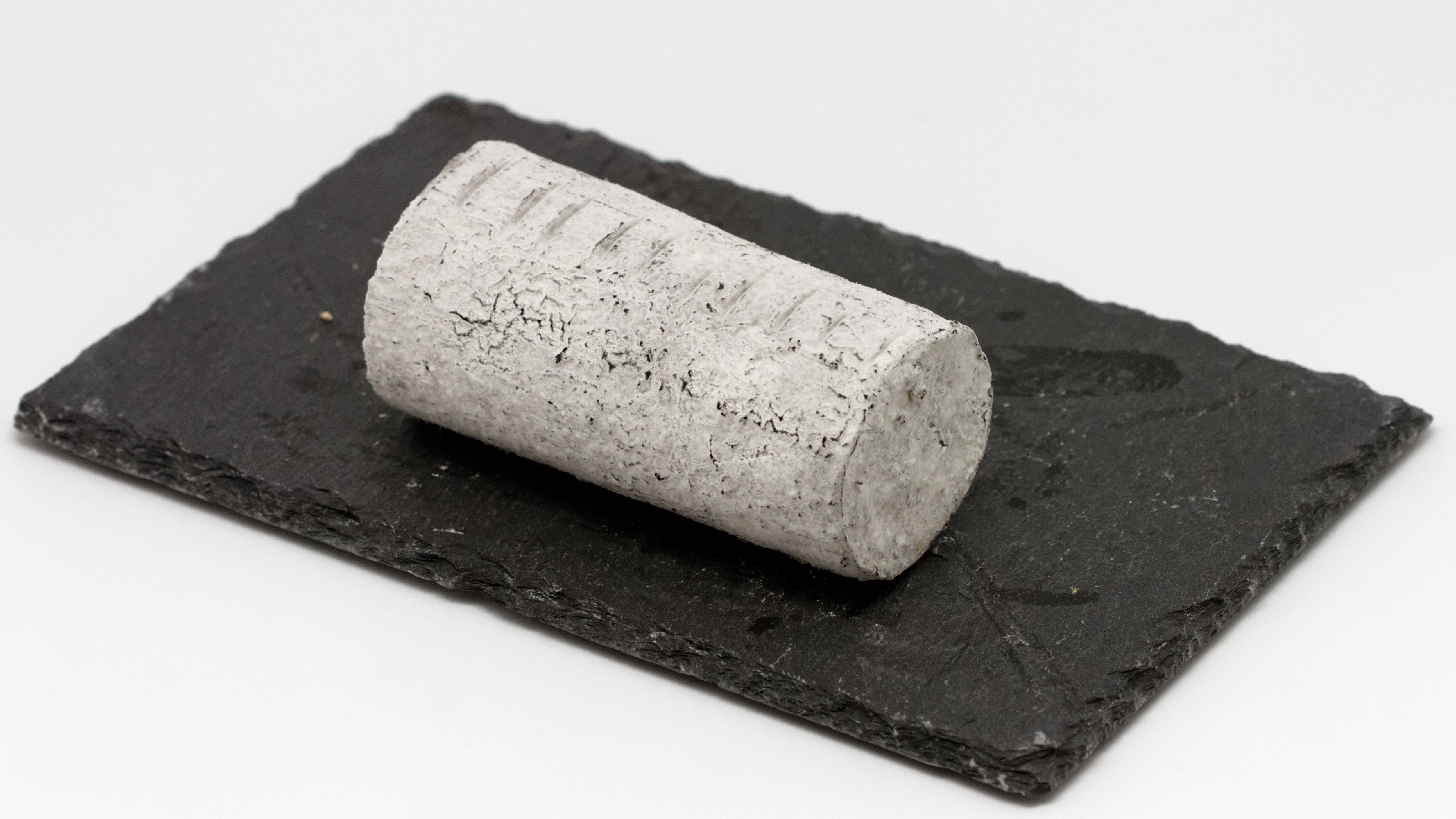
Sainte-maure-de-touraine.
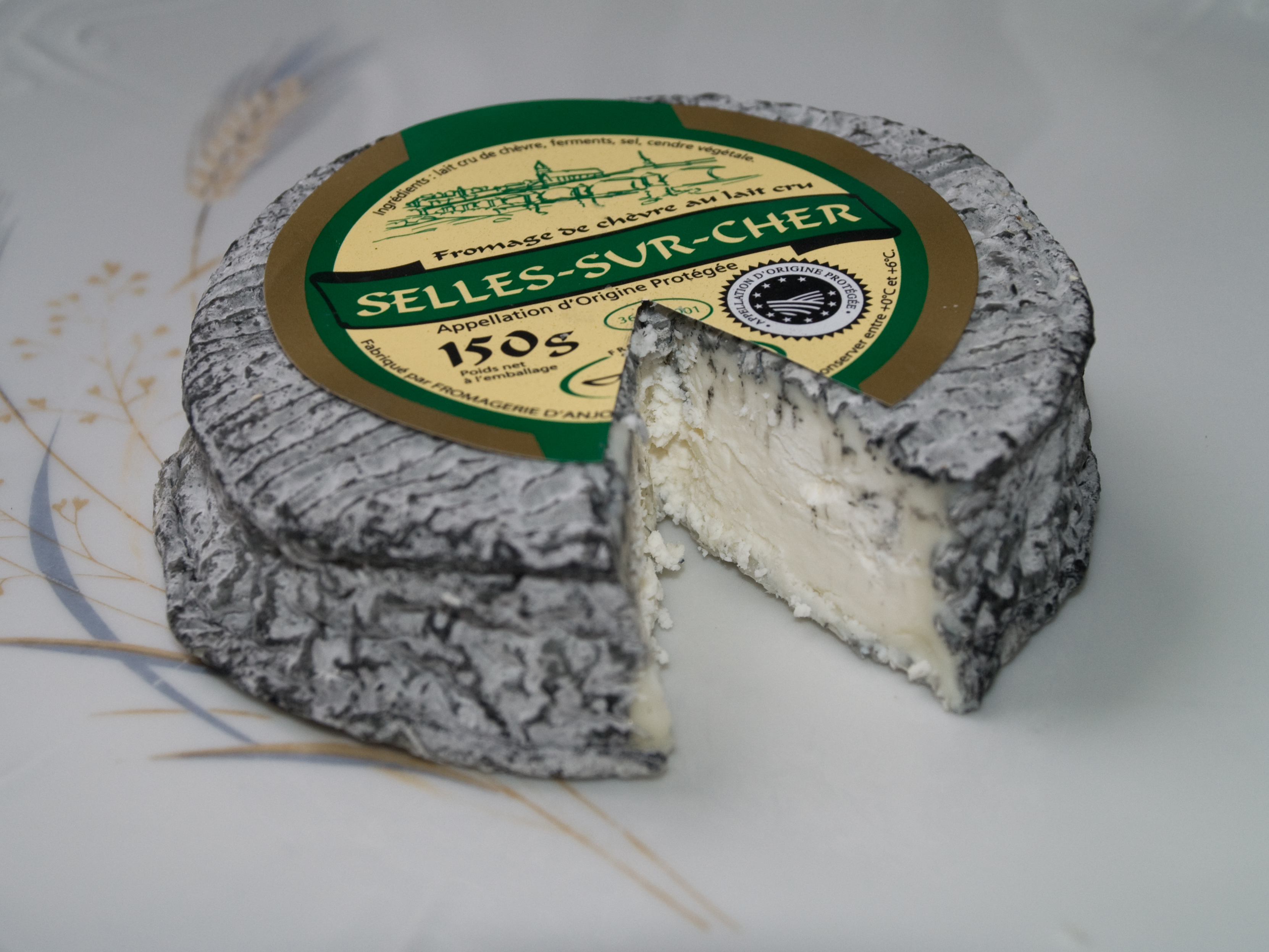
Selles-sur-cher.
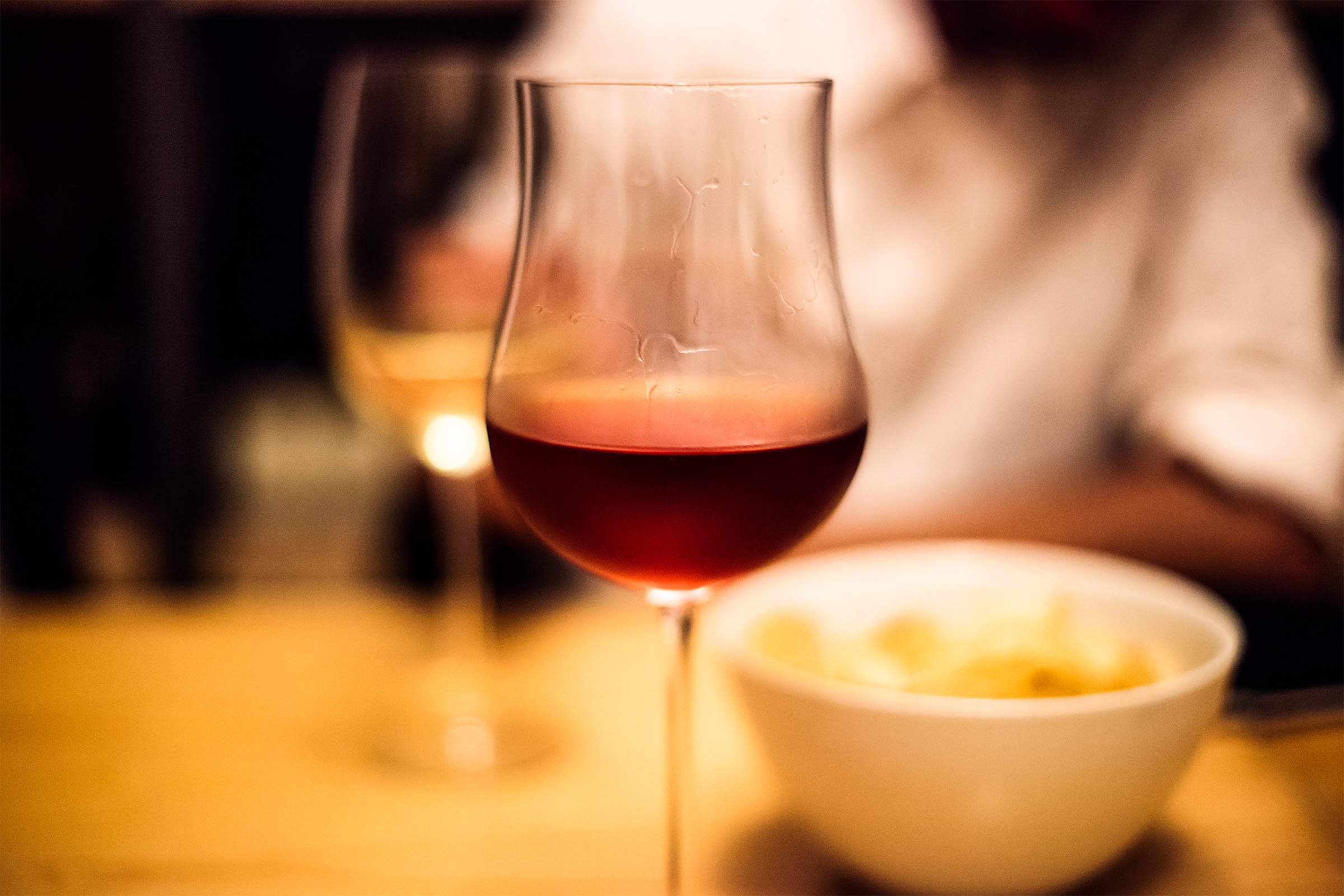
Touraine rouge.

## Culture locale et patrimoine

### Voies
| 97 odonymes recensés à Chémery au 16 février 2014 | 97 odonymes recensés à Chémery au 16 février 2014 | 97 odonymes recensés à Chémery au 16 février 2014 | 97 odonymes recensés à Chémery au 16 février 2014 | 97 odonymes recensés à Chémery au 16 février 2014 | 97 odonymes recensés à Chémery au 16 février 2014 | 97 odonymes recensés à Chémery au 16 février 2014 | 97 odonymes recensés à Chémery au 16 février 2014 | 97 odonymes recensés à Chémery au 16 février 2014 | 97 odonymes recensés à Chémery au 16 février 2014 | 97 odonymes recensés à Chémery au 16 février 2014 | 97 odonymes recensés à Chémery au 16 février 2014 | 97 odonymes recensés à Chémery au 16 février 2014 | 97 odonymes recensés à Chémery au 16 février 2014 | 97 odonymes recensés à Chémery au 16 février 2014 | 97 odonymes recensés à Chémery au 16 février 2014 |
| Allée                                             | Avenue                                            | Bld                                               | Chemin                                            | Clos                                              | Impasse                                           | Montée                                            | Passage                                           | Place                                             | Pont                                              | Route                                             | Rue                                               | Sentier                                           | Venelle                                           | Autres                                            | Total                                             |
| ------------------------------------------------- | ------------------------------------------------- | ------------------------------------------------- | ------------------------------------------------- | ------------------------------------------------- | ------------------------------------------------- | ------------------------------------------------- | ------------------------------------------------- | ------------------------------------------------- | ------------------------------------------------- | ------------------------------------------------- | ------------------------------------------------- | ------------------------------------------------- | ------------------------------------------------- | ------------------------------------------------- | ------------------------------------------------- |
| 0                                                 | 0                                                 | 0                                                 | 0                                                 | 0                                                 | 0                                                 | 0                                                 | 0                                                 | 2                                                 | 0                                                 | 1                                                 | 22                                                | 0                                                 | 0                                                 | 72                                                | 97                                                |
| Notes « N »                                       | Notes « N »                                       | 1. 2. 3. 4.                                       | 1. 2. 3. 4.                                       | 1. 2. 3. 4.                                       | 1. 2. 3. 4.                                       | 1. 2. 3. 4.                                       | 1. 2. 3. 4.                                       | 1. 2. 3. 4.                                       | 1. 2. 3. 4.                                       | 1. 2. 3. 4.                                       | 1. 2. 3. 4.                                       | 1. 2. 3. 4.                                       | 1. 2. 3. 4.                                       | 1. 2. 3. 4.                                       | 1. 2. 3. 4.                                       |
| Sources : rue-ville.info & OpenStreetMap          |                                                   |                                                   |                                                   |                                                   |                                                   |                                                   |                                                   |                                                   |                                                   |                                                   |                                                   |                                                   |                                                   |                                                   |                                                   |

### Lieux et monuments

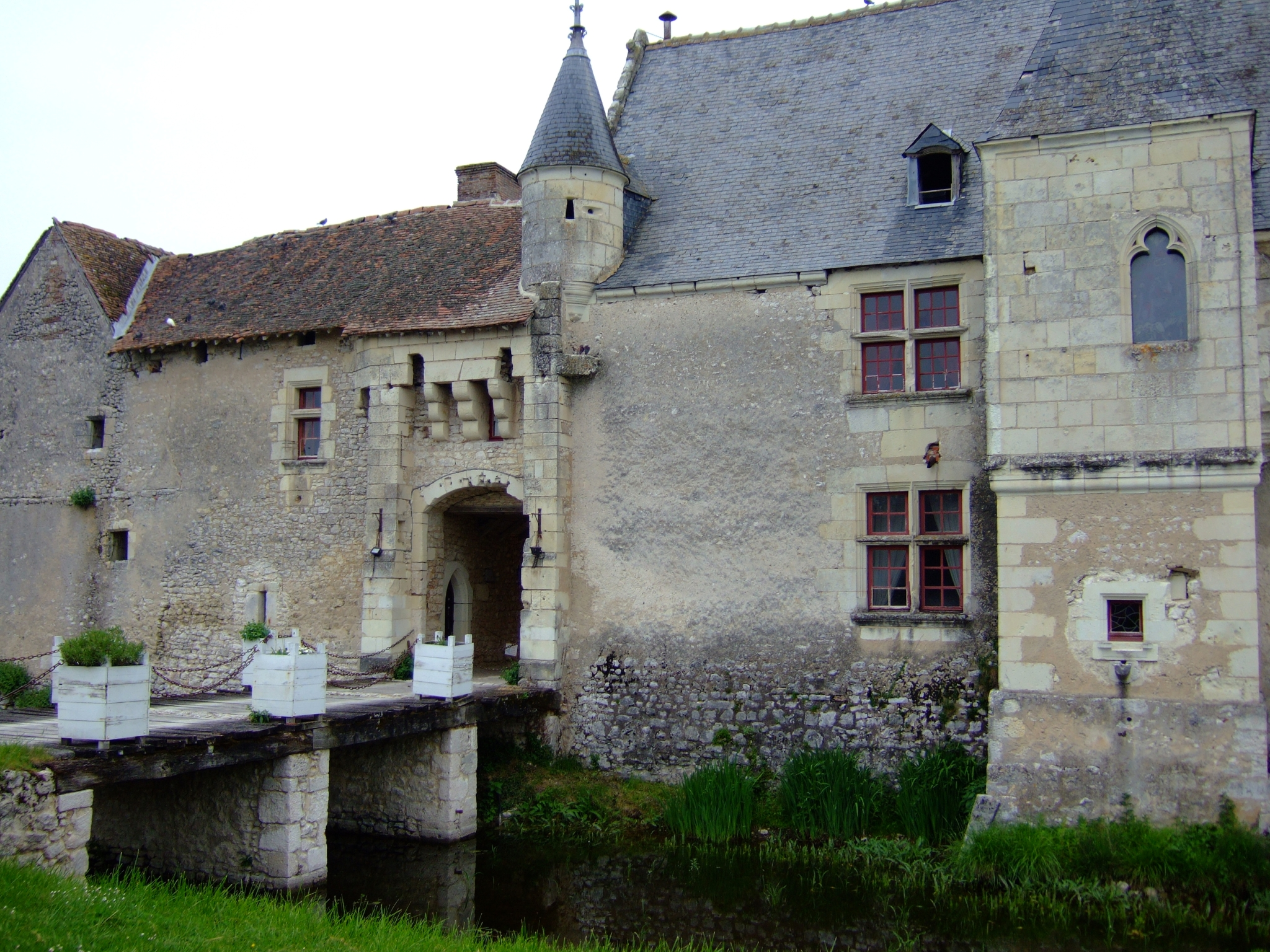
Vue du château.

Le château, construit sur une forteresse du XIIe siècle et remanié aux XVe et XVIe siècles, est en restauration depuis 1981. Ancienne propriété d'Alain Souchon jusqu'en 1980, il comporte plusieurs ailes. Il est intégralement entouré de douves.
L'église Saint-Guillaume, reconstruite en 1863 par Jules Edouard Pottier de la Morandière, possède la particularité d'avoir l'inscription « République française » et la devise « Liberté-Égalité-Fraternité » inscrites sur son fronton.
Le moulin reconstruit au XVIIIe siècle est placé sur un canal alimenté par la rivière de la Renne. Celle-ci prend sa source à trois kilomètres en amont au lieu-dit le Grenouillet puis prend les sources de Beaumont et son affluent la Pissette et rejoint le Cher à Thésée.

### Personnalités liées à la commune
- Georges Maurice (1882-1916), professeur de lettres et poète, son nom est inscrit au monument aux morts de Chémery et figure parmi les 560 écrivains morts pour la France au Panthéon.
- Bernard Paumier (1909-1995), député de 1945 à 1951 et de 1956 à 1958, maire de Chémery de 1965 à 1983.
- Corentin Jean (né en 1995), footballeur français international espoir, a joué à l'US Chémery de 2001 à 2008

### Héraldique
|  | Les armoiries de Chémery se blasonnent ainsi : Écartelé : au premier d'azur au château couvert en croupe et flanqué à senestre d'une échauguette d'argent, ouvert et ajouré de sable, au deuxième de gueules à la torche enflammée d'or, au troisième de gueules au baril couché d'or cerclé de sable, au quatrième d'azur au poisson d'argent. Création J. Martin-Demezil (1967). |